# Laʻa Maomao
U havajskoj mitologiji, Laʻa Maomao je bog vjetra (pogledajte Eol).
Njegov otac je bog-Sunce.
Laʻa Maomao je također i bog oprosta te su ga Havajci smatrali iznimno dobrim bogom.